# Mare Marginis
Mare Marginis (Mar Marginal, Mar del Borde) es un mar lunar que se encuentra en el borde este de la cara visible de la Luna. Su diámetro es de 420 kilómetros, y su área 64.900 kilómetros cuadrados.
A diferencia de la mayoría de los mares lunares del lado visible de la Luna, Marginis tiene un borde irregular, y parece que su capa de basalto es bastante delgada (entre 300 y 520 metros). Tampoco posee ninguna gran cuenca de impacto clara, está formado por varias planicies circulares, que al parecer son restos de cráteres de impacto antiguos.
Se encuentra rodeado por los cráteres Goddard al norte, Neper al suroeste, y en la cara oculta Ibn Yunus y Al-Biruni hacia el noreste.